# Liga ACB 2024-2025
La Liga ACB 2024-2025, chiamata per ragioni di sponsorizzazione Liga Endesa, è la 42ª edizione del massimo campionato spagnolo di pallacanestro maschile.

## Squadre partecipanti
| Squadra           | Stagione | Città                      | Palazzetto                               | Stagione precedente                 |
| ----------------- | -------- | -------------------------- | ---------------------------------------- | ----------------------------------- |
| Andorra           | dettagli | Andorra La Vella           | Poliesportiu d'Andorra                   | 11ª in Liga ACB                     |
| Barcellona        | dettagli | Barcellona                 | Palau Blaugrana                          | 4ª in Liga ACB, Campione            |
| Saski Baskonia    | dettagli | Vitoria                    | Fernando Buesa Arena                     | 9ª in Liga ACB                      |
| Bilbao Berri      | dettagli | Bilbao                     | Bilbao Arena                             | 13ª in Liga ACB                     |
| Breogán           | ...      | Lugo                       | Pazo dos Deportes                        | 16ª in Liga ACB                     |
| Canarias Tenerife | dettagli | San Cristóbal de La Laguna | Pabellón Insular Santiago Martín         | 6ª in Liga ACB                      |
| Coruña            | ...      | La Coruña                  | Coliseum da Coruña                       | 1ª in LEB Oro                       |
| Força Lleida      | ...      | Lleida                     | Pavelló Barris Nord                      | 3ª in LEB Oro, promossa ai play-off |
| Girona            | ...      | Gerona                     | Pavelló Girona-Fontajau                  | 14ª in Liga ACB                     |
| Fundación Granada | dettagli | Granada                    | Palacio Municipal de Deportes de Granada | 15ª in Liga ACB                     |
| Gran Canaria      | dettagli | Las Palmas de Gran Canaria | Gran Canaria Arena                       | 7ª in Liga ACB                      |
| Joventut Badalona | ...      | Badalona                   | Palau Olímpic                            | 10ª in Liga ACB                     |
| Real Madrid       | dettagli | Madrid                     | Palacio de Deportes                      | 1ª in Liga ACB, Campione            |
| Málaga            | dettagli | Malaga                     | José María Martín Carpena                | 3ª in Liga ACB                      |
| Manresa           | ...      | Manresa                    | Pavelló Nou Congost                      | 8ª in Liga ACB                      |
| Murcia            | ...      | Murcia                     | Palacio de Deportes de Murcia            | 2ª in Liga ACB                      |
| Saragozza         | dettagli | Saragozza                  | Pabellón Príncipe Felipe                 | 12ª in Liga ACB                     |
| Valencia          | dettagli | Valencia                   | Pavelló Municipal Font de San Lluís      | 5ª in Liga ACB                      |

## Stagione regolare

### Classifica
|  | Pos. | Squadra                | G  | V  | P  | PtF  | PtS  | Diff. | SD |
|  | ---- | ---------------------- | -- | -- | -- | ---- | ---- | ----- | -- |
|  | 1.   | Real Madrid            | 34 | 30 | 4  | 3016 | 2641 | 326   |    |
|  | 2.   | Valencia Basket Club   | 34 | 25 | 9  | 3001 | 2910 | 379   |    |
|  | 3.   | Lenovo Tenerife        | 34 | 25 | 9  | 2985 | 2827 | 143   |    |
|  | 4.   | Unicaja Málaga         | 34 | 23 | 11 | 3057 | 2857 | 200   |    |
|  | 5.   | Barcelona              | 34 | 21 | 13 | 3133 | 2936 | 197   |    |
|  | 6.   | Joventut Badalona      | 34 | 20 | 14 | 2892 | 2828 | 64    |    |
|  | 7.   | Dreamland Gran Canaria | 34 | 19 | 15 | 2850 | 2830 | 20    |    |
|  | 8.   | Baskonia               | 34 | 19 | 15 | 3026 | 3015 | 11    |    |
|  | 9.   | UCAM Murcia            | 34 | 17 | 17 | 2796 | 2779 | 17    |    |
|  | 10.  | Baxi Manresa           | 34 | 17 | 17 | 2957 | 2884 | 73    |    |
|  | 11.  | MoraBanc Andorra       | 34 | 14 | 20 | 2980 | 3093 | -113  |    |
|  | 12.  | Casademont Zaragoza    | 34 | 13 | 21 | 3034 | 3087 | -53   |    |
|  | 13.  | Río Breogán            | 34 | 13 | 21 | 2692 | 2949 | -257  |    |
|  | 14.  | Bàsquet Girona         | 34 | 12 | 22 | 2793 | 3000 | -207  |    |
|  | 15.  | Hiopos Lleida          | 34 | 11 | 23 | 2807 | 2993 | -186  |    |
|  | 16.  | Surne Bilbao Basket    | 34 | 11 | 23 | 2783 | 2874 | -91   |    |
|  | 17.  | Covirán Granada        | 34 | 9  | 25 | 2760 | 2969 | -209  |    |
|  | 18.  | Leyma Coruña           | 34 | 7  | 27 | 2938 | 3252 | -314  |    |

Legenda:
      Campione di Spagna.
      Partecipante ai play-off.
      Retrocessa in LEB
  Vincitrice del campionato
  Vincitrice della Coppa del Rey 2025
  Vincitrice della Supercoppa spagnola 2024
Regolamento:
Classifica in base alle partite vinte-perse.
In caso di arrivo a pari vittorie, contano gli scontri diretti, punti negli scontri diretti oppure differenza canestri.
Note:

## Play-off
|  | Quarti di finale | Quarti di finale  | Quarti di finale  | Quarti di finale | Quarti di finale |    |             | Semifinali | Semifinali | Semifinali | Semifinali | Semifinali | Semifinali | Semifinali |  |  | Finale | Finale      | Finale | Finale | Finale | Finale | Finale |
|  |                  |                   |                   |                  |                  |    |             |            |            |            |            |            |            |            |  |  |        |             |        |        |        |        |        |
|  | 1                | Real Madrid       | 82                | 112              |                  |    |             |            |            |            |            |            |            |            |  |  |        |             |        |        |        |        |        |
|  | 8                | Saski Baskonia    | 76                | 103              |                  |    |             |            |            |            |            |            |            |            |  |  |        |             |        |        |        |        |        |
|  | 8                | Saski Baskonia    | 76                | 103              |                  |    | Real Madrid | 99         | 90         | 84         | 86         |            |            |            |  |  |        |             |        |        |        |        |        |
|  |                  |                   |                   |                  |                  |    | Real Madrid | 99         | 90         | 84         | 86         |            |            |            |  |  |        |             |        |        |        |        |        |
|  |                  |                   | Málaga            | 81               | 75               | 86 | 79          |            |            |            |            |            |            |            |  |  |        |             |        |        |        |        |        |
|  | 4                | Málaga            | Málaga            | 81               | 75               | 86 | 79          | 97         | 81         | 97         |            |            |            |            |  |  |        |             |        |        |        |        |        |
|  | 4                | Málaga            |                   |                  |                  |    |             | 97         | 81         | 97         |            |            |            |            |  |  |        |             |        |        |        |        |        |
|  | 5                | Barcellona        | 101               | 59               | 95               |    |             |            |            |            |            |            |            |            |  |  |        |             |        |        |        |        |        |
|  |                  |                   |                   |                  |                  |    |             |            |            |            |            |            |            |            |  |  |        | Real Madrid | 89     | 102    | 81     |        |        |
|  |                  |                   |                   | Valencia         | 75               | 96 | 70          |            |            |            |            |            |            |            |  |  |        |             |        |        |        |        |        |
|  | 2                | Valencia          | 98                | 102              |                  |    |             |            |            |            |            |            |            |            |  |  |        |             |        |        |        |        |        |
|  | 7                | Gran Canaria      | 74                | 94               |                  |    |             |            |            |            |            |            |            |            |  |  |        |             |        |        |        |        |        |
|  | 7                | Gran Canaria      | 74                | 94               |                  |    | Valencia    | 83         | 105        | 94         |            |            |            |            |  |  |        |             |        |        |        |        |        |
|  |                  |                   |                   |                  |                  |    | Valencia    | 83         | 105        | 94         |            |            |            |            |  |  |        |             |        |        |        |        |        |
|  |                  |                   | Canarias Tenerife | 65               | 74               | 87 |             |            |            |            |            |            |            |            |  |  |        |             |        |        |        |        |        |
|  | 3                | Canarias Tenerife | Canarias Tenerife | 65               | 74               | 87 | 96          | 80         |            |            |            |            |            |            |  |  |        |             |        |        |        |        |        |
|  | 3                | Canarias Tenerife |                   |                  |                  |    | 96          | 80         |            |            |            |            |            |            |  |  |        |             |        |        |        |        |        |
|  | 6                | Joventut Badalona | 81                | 60               |                  |    |             |            |            |            |            |            |            |            |  |  |        |             |        |        |        |        |        |

## Premi
| Premio            | Giocatore          | Squadra           |
| ----------------- | ------------------ | ----------------- |
| Liga ACB MVP      | Marcelinho Huertas | Canarias Tenerife |
| MVP finali        | Facundo Campazzo   | Real Madrid       |
| Miglior giovane   | Jean Montero       | Valencia          |
| Miglior difensore | Walter Tavares     | Real Madrid       |

- Primo quintetto:
  -  Marcelinho Huertas,  Canarias Tenerife
  -  Jean Montero,  Valencia
  -  Mario Hezonja,  Real Madrid
  -  Derrick Alston,  Manresa
  -  Ante Tomić,  Joventut Badalona
- Secondo quintetto:
  -  Kendrick Perry,  Málaga
  -  Jerrick Harding,  Andorra
  -  Kameron Taylor,  Málaga
  -  Jabari Parker,  Barcellona
  -  Giorgi Shermadini,  Canarias Tenerife

- Miglior quintetto giovane:
  -  Mario Saint-Supery,  Manresa
  -  Jean Montero,  Valencia
  -  Sergio de Larrea,  Valencia
  -  Hugo González,  Real Madrid
  -  Thijs De Ridder,  Bilbao Berri